# Sasunik
Sasunik (armeniska: Սասունիկ) är en ort i Armenien. Den ligger i provinsen Aragatsotn, i den centrala delen av landet, 17 km nordväst om huvudstaden Jerevan. Sasunik ligger 1 063 meter över havet och antalet invånare är 1 959.
Terrängen runt Sasunik är kuperad norrut, men söderut är den platt. Runt Sasunik är det ganska tätbefolkat, med 230 invånare per kvadratkilometer.. Närmaste större samhälle är huvudstaden Jerevan, 16,5 km sydost om Sasunik. 
Trakten runt Sasunik består i huvudsak av gräsmarker.